# RBS RABe 4/12
De  RABe 4/12 van het Stadler Rail type NExT is een elektrisch treinstel met lagevloerdeel bestemd voor het regionaal personenvervoer van de Regionalverkehr Bern-Solothurn (RBS).

## Geschiedenis
Voor een snellere treinverbinding tussen Solothurn en Bern werd door Stadler Rail dit treinstel ontwikkeld en gebouwd.
Het acroniem NExT staat voor Niederflur-Express-Triebzüg.
Op 24 januari 2011 werd bekend dat RBS bij Stadler Rail nog eens acht treinen van het type NExT heeft besteld. Deze treinen worden in de loop van 2013 geleverd.

### Snelheisrecord
In juni 2009 reed bij de Regionaal Bern-Solothurn (RBS) een treinstel van het type RABe 4/12 "Next" een snelheid van 134 km/h.
Bij de Rhätische Bahn (RhB) van het type ABe 8/12 Allegra werd tijdens een afname rit op 5 december 2009 een snelheid van 139 km/h bereikt. Ter gelegenheid van het afscheid van een directeur van de Rhätische Bahn (RhB) reed op 20 december 2010 de Allegra 3502 met een snelheid van 145 km/h door de Vereinatunnel.

## Constructie en techniek
Het treinstel is opgebouwd uit een aluminium frame met een frontdeel van GVK. De treinen hebben een lagevloerdeel van 60%. De treinen zijn uitgerust met luchtvering.
De treinen van het type RBe 4/12 bestaan uit drie delen. Deze treinen kunnen tot twee stuks gecombineerd rijden.

## Treindiensten
Deze treinstellen worden door de Regionalverkehr Bern-Solothurn (RBS) als sneltrein ingezet op het traject:
- Bern - Solothurn